# Vụ tấn công Charlie Hebdo
Vụ tấn công trụ sở của Charlie Hebdo hay thường được biết đến với cái tên Vụ xả súng Charlie Hebdo và vụ tranh cãi Charlie Hebdo là vụ xả súng diễn ra ngày 7 tháng 1 năm 2015 tại trụ sở tuần báo trào phúng Charlie Hebdo ở số 10 phố Nicolas-Appert, quận 11, Paris, Pháp. Vụ xả súng khiến 12 người thiệt mạng, 11 người khác bị thương trong đó có bốn người bị thương rất nặng. Trong diễn biến liên quan sau đó, thêm 1 cảnh sát và bốn con tin ở một siêu thị bị bắn chết. Trong chiến dịch đột kích của cảnh sát Pháp, 3 nghi phạm đã bị bắn chết, trong khi cảnh sát Pháp có một người bị thương.
5 họa sĩ biếm họa nổi tiếng của Pháp là Charb, Cabu, Tignous, Wolinski, Honoré cùng nhà phân tích kinh tế Bernard Maris đều là nạn nhân trong vụ tấn công này. Đây trở thành sự kiện có thương vong lớn nhất tại Pháp kể từ vụ đánh bom chuyến tàu Strasbourg-Paris ngày 18 tháng 6 năm 1961 khiến 28 người thiệt mạng.

## Nguyên nhân
Charlie Hebdo vốn là mục tiêu công kích từ những thành phần cực đoan trên khắp thế giới. Những nội dung châm biếm về tôn giáo, đặc biệt về những kẻ sùng đạo luôn có mặt trên những trang báo, trở thành vấn đề chính của nhiều vụ kiện tụng, chủ yếu từ AGRIF (cực đoan Công giáo).
Năm 2006, tờ báo cho đăng lại 12 bức vụ biếm họa nhà tiên tri Muhammad của tờ báo Đan Mạch Jyllands-Posten. Lập tức, tờ báo bị khởi kiện bởi Hiệp hội những tổ chức Hồi giáo tại Pháp cũng như Liên hiệp Hồi giáo thế giới, song đơn kiện đều bị bác bỏ ở tòa sơ thẩm lẫn phúc thẩm.
Năm 2011, sau khi cho phát hành số đặc biệt mang tên Charia Hebdo châm biếm chiến thắng của Đảng Phục hưng ở Tunisia, những lời đe dọa nhằm tới tòa báo này ngày một lớn, dẫn tới việc trụ sở bị thiêu rụi bởi một quả bom xăng Motolov. Kể từ đó, trụ sở của tòa báo luôn được bảo vệ từ các cơ quan an ninh.
Tháng 1 năm 2013, Charlie Hebdo cho phát hành số báo mang tên La Vie de Mahomet (Cuộc đời của Mahomet) mà qua đó họa sĩ kiêm tổng biên tập Charb kể về nhà tiên tri Muhammad qua những mẩu truyện tranh. Tổ chức Al-Qaeda ở bán đảo Ả Rập (AQAP) công bố danh sách 11 nhân vật phương Tây "được săn lùng, sống hay đã chết, vì tội ác chống lại Hồi giáo" trong đó có Charb.
Ngày 7 tháng 1 năm 2015, cùng ngày với vụ thảm kịch, số báo số 1117 với trang bìa được họa sĩ Luz vẽ châm biếm tại trang nhất về nhà văn Michel Houellebecq cùng cuốn tiểu thuyết mới nhất của ông vốn đề cập tới một nước Pháp Hồi giáo lúc giao thời. Nội dung số báo còn có một bức tranh khác của Charb với nhan đề "Toujours pas d'attentats en France" ("Vẫn chưa có vụ tấn công nào ở Pháp") có hình ảnh một người Hồi giáo đứng nói "Attendez! On a jusqu'à la fin janvier pour présenter ses vœux..." ("Hãy cứ chờ xem! Ta còn cả tháng 1 để đưa ra lời nguyện [đầu năm]..."). Vài phút trước vụ tấn công, họa sĩ Honoré, một trong những nạn nhân sau đó, còn đăng một bức hình lên tài khoản twitter của tờ báo: Abu Bakr al-Baghdadi, thủ lĩnh của Nhà nước Hồi giáo Iraq và Levant, đang đứng cầu phước lành năm mới "Et surtout la santé!" ("Và trên hết là sức khỏe!").

## Diễn biến vụ xả súng
2 kẻ bịt mặt và mặc đồ đen đột nhập vào trụ sở tờ Charlie Hebdo khoảng lúc 11h30' với 2 khẩu AK-47. Trước đó, họ tới nhầm địa chỉ ở số 6 (theo lưu trữ cũ về Charlie Hebdo) rồi chuyển tới địa chỉ ở số 10 phố Nicolas-Appert (tờ báo đã bí mật đổi địa chỉ hơn 1 năm trước). Theo các nhân chứng, họ uy hiếp họa sĩ Coco (Corinne Rey) buộc bà phải mở cửa. Sau đó, họ bắn 2 người thợ bảo dưỡng ở lối vào khiến 1 người thiệt mạng, còn người khác bị thương nặng, tiếp đó ập vào phòng biên tập nhằm hạ sát toàn bộ thành viên đang họp định kỳ hàng tuần ở tầng 3. Họ lập tức bắn chết Charb – mục tiêu hàng đầu – trước khi xả súng vào toàn bộ 10 người còn lại, bao gồm 8 thành viên ban biên tập, 1 khách mời và 1 cảnh sát đặc biệt để bảo vệ Charb. Họ tiếp tục nã súng trên đường rút lui và hô vang "Allahu akbar" ("Thánh Allah vĩ đại").
Theo công tố viên quốc gia François Molins, họ sau đó chạy trốn cùng chiếc Citroën C3 II đỗ ngoài cửa tòa nhà, trong khi đồng phạm thứ 3 chạy trốn hướng khác với chiếc xe máy TMax. Họ đi qua một con phố cắt ngang và gặp một xe cảnh sát, họ xả súng song không ai bị thương. Tiếp đó, họ gặp chiếc xe tuần khác của cảnh sát, tiếp tục đấu súng nhưng cũng không ai bị thương. Cuối cùng họ gặp chiếc xe cảnh sát thứ 3 ở địa chỉ số 52 đại lộ Richard-Lenoir. Họ ra khỏi xe, nổ súng khiến viên cảnh sát bị thương ở bụng. Một tên tiến lại phía người cảnh sát vốn đã ngã gục và đầu hàng, nã một viên đạn vào đầu anh trước khi 2 tên còn lại quay lại xe và hét lớn "On a vengé le prophète Mohamed" ("Chúng ta đã trả thù cho tiên tri Mohamed") và "On a tué Charlie Hebdo" ("Chúng ta đã giết chết Charlie Hebdo"). Bị truy lùng, họ liền đổi lấy một chiếc Volkswagen Touran (làm thương nặng nữ tài xế) ở quảng trường Colonel-Fabien, sau đó bỏ chiếc xe lại ở địa chỉ 45 phố de Meaux trước cửa một hàng bánh mỳ, tấn công một người khác để cướp chiếc Renault Clio lái về Porte de Pantin. Cảnh sát mất dấu họ từ đây.
Báo cáo cho thấy có tổng cộng 12 người thiệt mạng, trong đó có 2 cảnh sát, ngoài ra là 11 người khác bị thương. Một cuộc lùng kiếm rộng rãi đã được thực hiện, sau khi một trong 3 kẻ tình nghi đã để rơi chứng minh thư trong một chiếc xe bị bỏ lại.
Hệ thống cảnh báo nguy hiểm Vigipirate của Pháp lập tức được đặt ở mức cao nhất "cảnh báo tấn công" trong vùng Île-de-France. Công tố viên quốc gia François Molins lập tức tuyên bố áp dụng hệ thống chống khủng bố sau khi nhận được bản báo cáo công bố những mối liên quan giữa những kẻ sát nhân với các tổ chức khủng bố, mặt khác cũng đề nghị chương trình bảo vệ nhân chứng.

## Nạn nhân
8 trong tổng số 12 nạn nhân là biên tập viên của tờ Charlie Hebdo, bao gồm các họa sĩ Cabu, Charb, Honoré, Tignous và Wolinski, nhà nghiên cứu kinh tế Bernard Maris (tham gia dưới nghệ danh "Oncle Bernard"), biên tập câu từ và lời thoại Mustapha Ourad, nhà phân tích tâm lý Elsa Cayat và một khách mời đặc biệt của tờ báo – Michel Renaud, người sáng lập ra tạp chí Rendez-vous du carnet de voyage de Clermont-Ferrand, từ Clermont đến Paris để mang vài bức họa cho Cabu. Frédéric Boisseau, nhân viên vệ sinh của Sodexo, cũng là một trong số những nạn nhân.

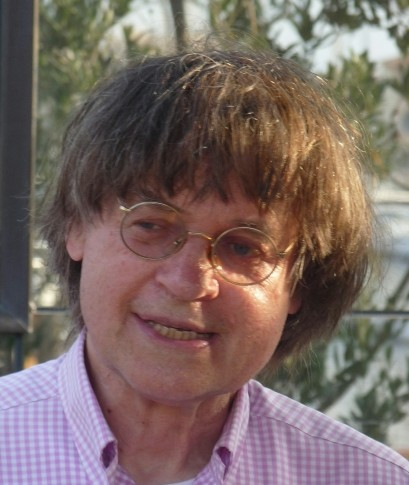
Cabu năm 2012
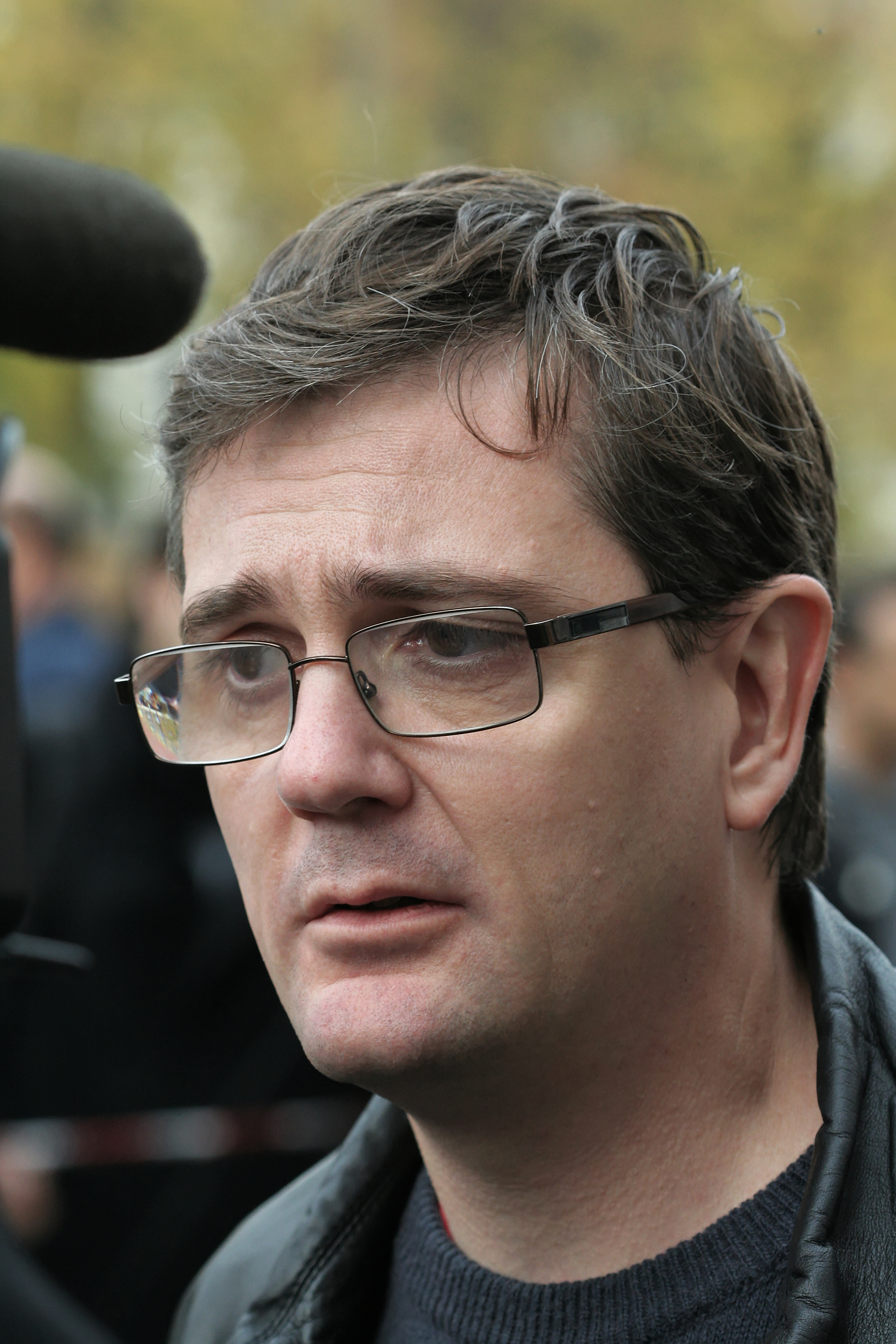
Charb năm 2011
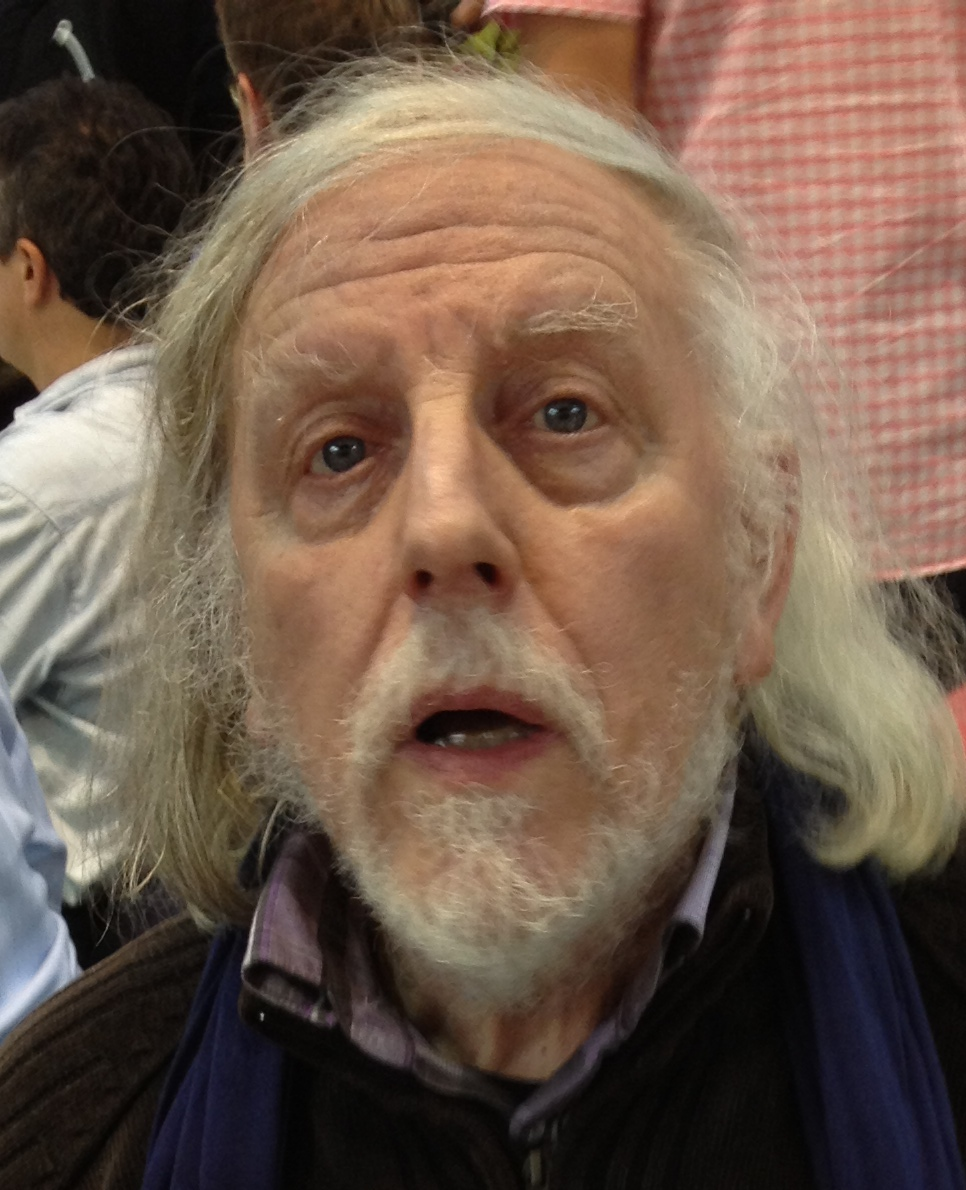
Honoré năm 2012
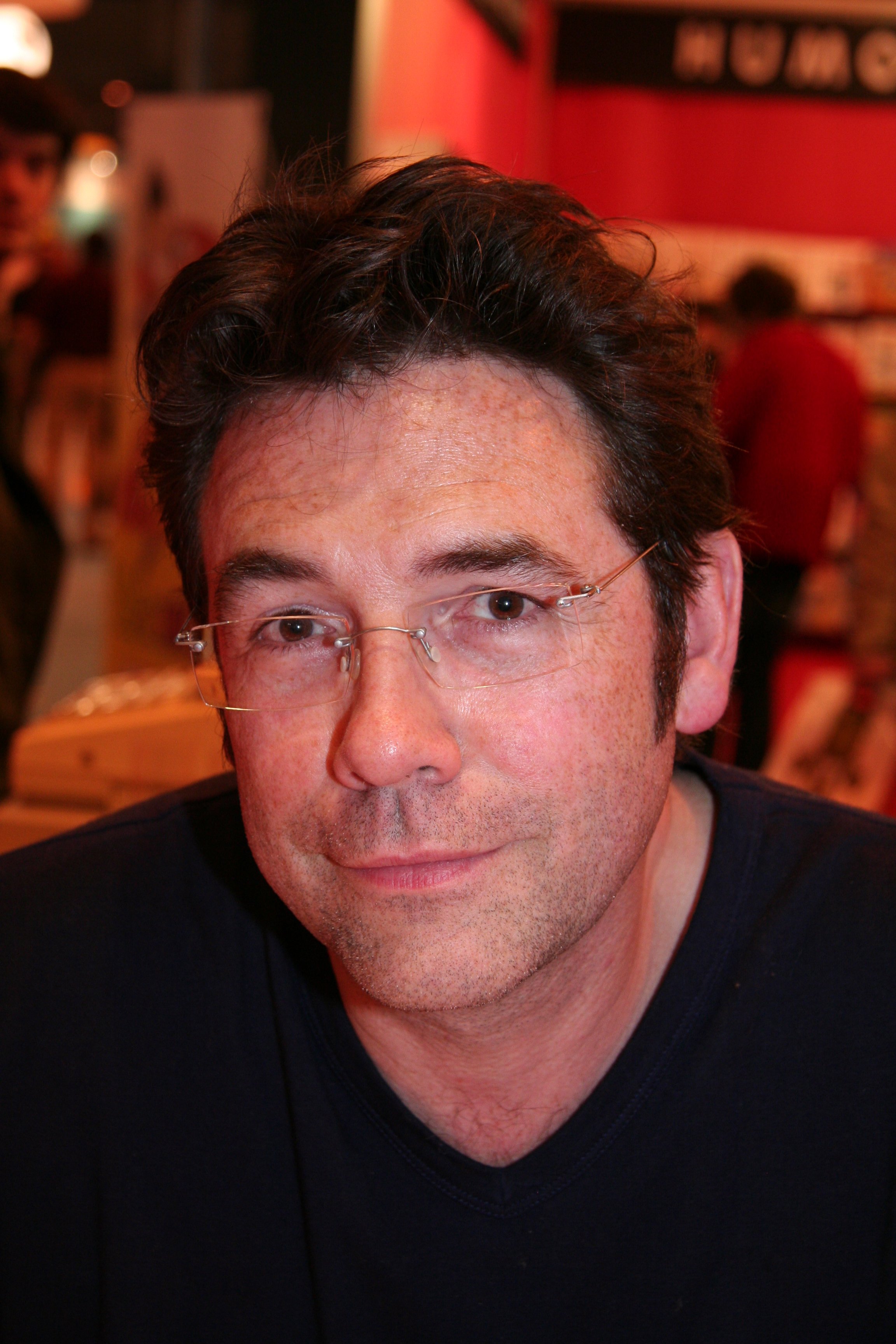
Tignous năm 2008
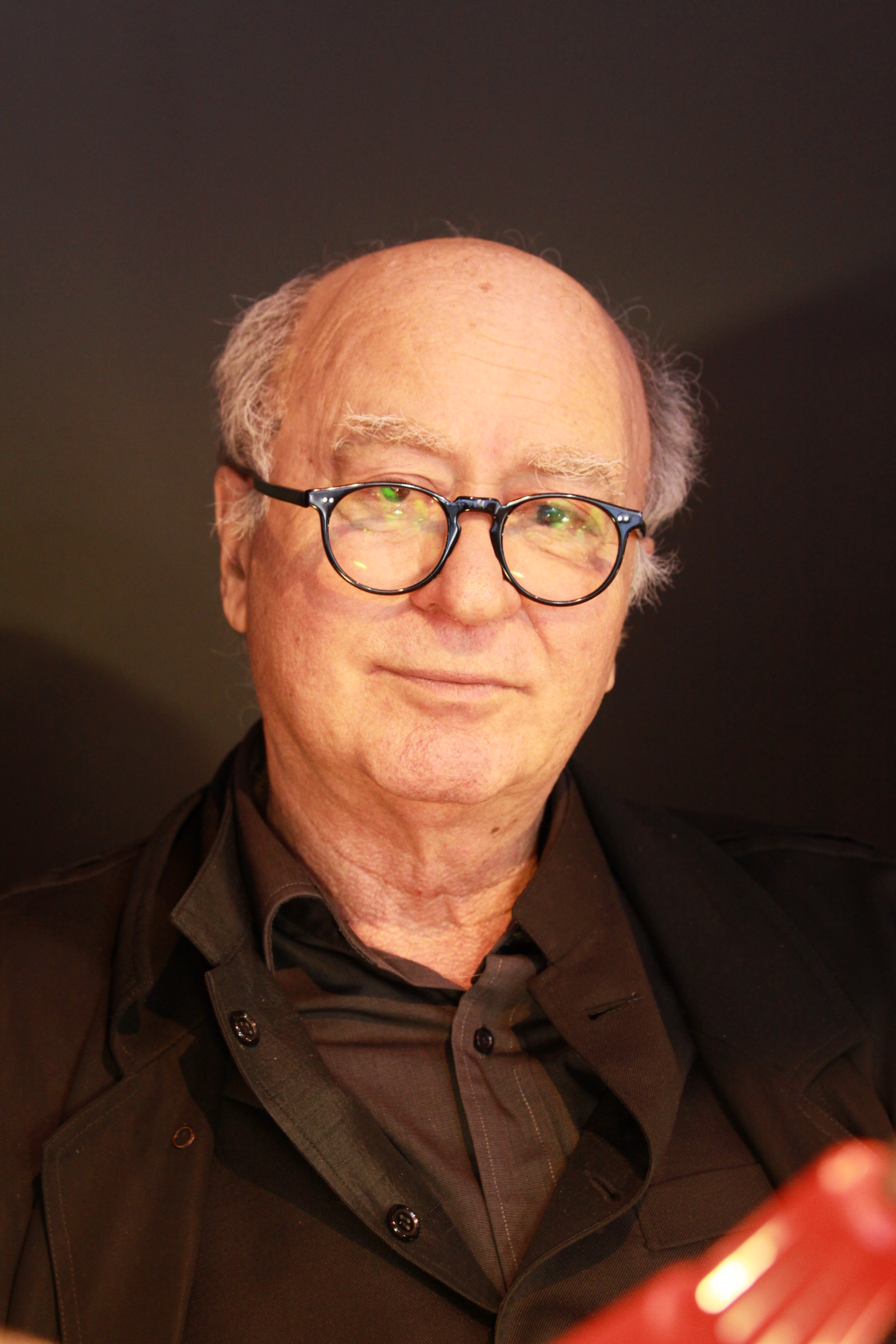
Wolinski năm 2011

2 cảnh sát thiệt mạng bao gồm Ahmed Merabet (42 tuổi), sĩ quan của quận 11, và Franck Brinsolaro (49 tuổi) thuộc Cơ quan bảo vệ đặc biệt (SDLP) có trách nhiệm bảo vệ cho tổng biên tập Charb của tờ tạp chí.
Trong số những người bị thương có những nhà báo Philippe Lançon (thương vùng mặt), Fabrice Nicolino (thương ở đùi) và nhà thiết kế web Simon Fieschi của tạp chí Riss (thương nặng), ngoài ra còn có 1 nhân viên vệ sinh hành lang khác cũng bị thương nặng. Theo nhà báo Mathieu Madénian, 1 nhân viên khác của SDLP cũng bị thương. Danh sách người bị thương còn có 2 cảnh sát cơ động.
Gérard Gaillard – người bạn đưa Michel Renaud tới tòa báo – có mặt trong vụ xả súng song không bị thương tích. Nhà báo nổi tiếng Laurent Léger kịp nấp sau một chiếc bàn và là người đầu tiên báo tin ra ngoài về vụ xả súng. Cũng có mặt trong buổi họp của tờ báo, song nữ nhà báo Sigolène Vinson không bị sát hại. Theo một nhân chứng kể lại trên RFI, tay sát nhân nói: "Chúng ta không giết phụ nữ, nhưng ngươi phải cải đạo sang Hồi giáo và đeo mạng che mặt." Theo những nhân chứng khác, họa sĩ Coco (Corinne Rey) và con đều bị giữ làm con tin, bị ép phải mở cửa vốn được khóa mã điện tử và theo dõi vụ xả súng trước khi được thả đi.
Những thành viên còn lại của tờ báo không có mặt trong buổi họp bao gồm Gérard Biard, vốn đang đi nghỉ ở London; Luz và Catherine Meurisse thì đến muộn; Antonio Fischetti bận đi dự buổi tang lễ; Mathieu Madénian; bác sĩ Patrick Pelloux đang tham gia một buổi họp về hợp tác cấp cứu y tế; và họa sĩ Willem không tham gia buổi họp.

## Điều tra

### Nghi phạm
Kẻ tình nghi 18 tuổi, mà vẫn còn đi học và là bà con của 2 người còn lại, đã ra trình diện cảnh sát tại trạm Charleville-Mézières. Hai người tình nghi kia được cho là đã cướp một trạm cây xăng gần Villers-Cotterêts..

### Truy tìm
Ngày 09 tháng 1
9:34: 2 anh em Kouachi đã trốn vào một nhà in ở Dammartin-en-Goële, đông bắc Paris, và bắt 1 công nhân ở đây làm con tin. Cảnh sát hiện đang thương thuyết với họ.
Máy bay tới phi trường quốc tế Paris "Charles de Gaulle", được hướng dẫn tới nơi khác. Thành phố Dammartin-en-Goële nằm bên cạnh các bãi đáp của phi trường này.
13:27: Đồng bọn của 2 anh em Kouachi đã tấn công một cửa hàng tạp hoá Do Thái ở Paris, khu vực Porte de Vincennes, bắt 6 người làm con tin. Cảnh sát cho biết (14:35) đây là Hayat Boumeddiene (26) (hình như không có tham dự) và Amediy Coulibaly (32), với hình ảnh 2 người. Amedy Coulibaly ngày hôm qua đã giết một nữ cảnh sát tại Montrouge. 16:04: Họ dọa là sẽ giết tất cả con tin, nếu cảnh sát tấn công vào nhà in, nơi cố thủ của 2 anh em Kouachi.
17:01: cảnh sát đã tấn công nhà in và 17:15 vào siêu thị, 2 anh em khủng bố và kẻ giữ người làm con tin đều bị bắn chết. Một cảnh sát bị thương, con tin ở nhà in không bị sao cả. bốn con tin ở siêu thị đã bị bắn chết trước khi cảnh sát tấn công vào, hơn 10 người được cứu thoát.

## Phản ứng

### Charlie Hebdo

Dòng chữ "Je suis Charlie" xuất hiện trên trang của Charlie Hebdo và nhanh chóng trở thành khẩu hiệu của những người tuần hành ủng hộ tờ báo trên khắp thế giới.

Bất chấp vụ tấn công, Charlie Hebdo tuyên bố vẫn phát hành số tiếp theo vào ngày 14 tháng 1 năm 2015. Trên trang chính thức, bên dưới dòng chữ "Je suis Charlie" vốn xuất hiện ngay sau vụ tấn công, hình bàn tay nắm chiếc bút chì và một thông báo mới được đưa ra: "Bởi vì ngòi bút luôn ở trên sự tàn bạo, bởi vì tự do là một quyền trên toàn thế giới, bởi vì các bạn ủng hộ chúng tôi, chúng tôi, Charlie, sẽ phát hành số tiếp theo vào thứ tư tuần tới.". Ngày 14-1-2015, tờ Charlie Hebdo phát hành 3 triệu bản, với trang đầu mang bức biếm họa, mà người ta cho là nguyên nhân của vụ trả thù.

### Công chúng tuần hành

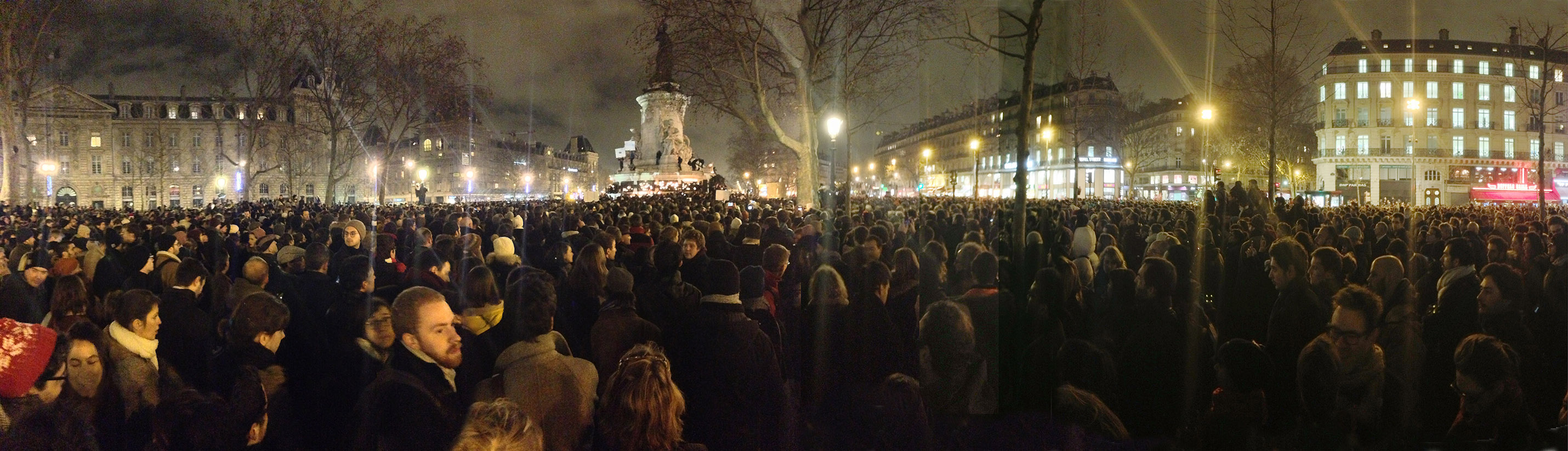
Tuần hành tại Quảng trường République, Paris vào buổi tối sau vụ tấn công.

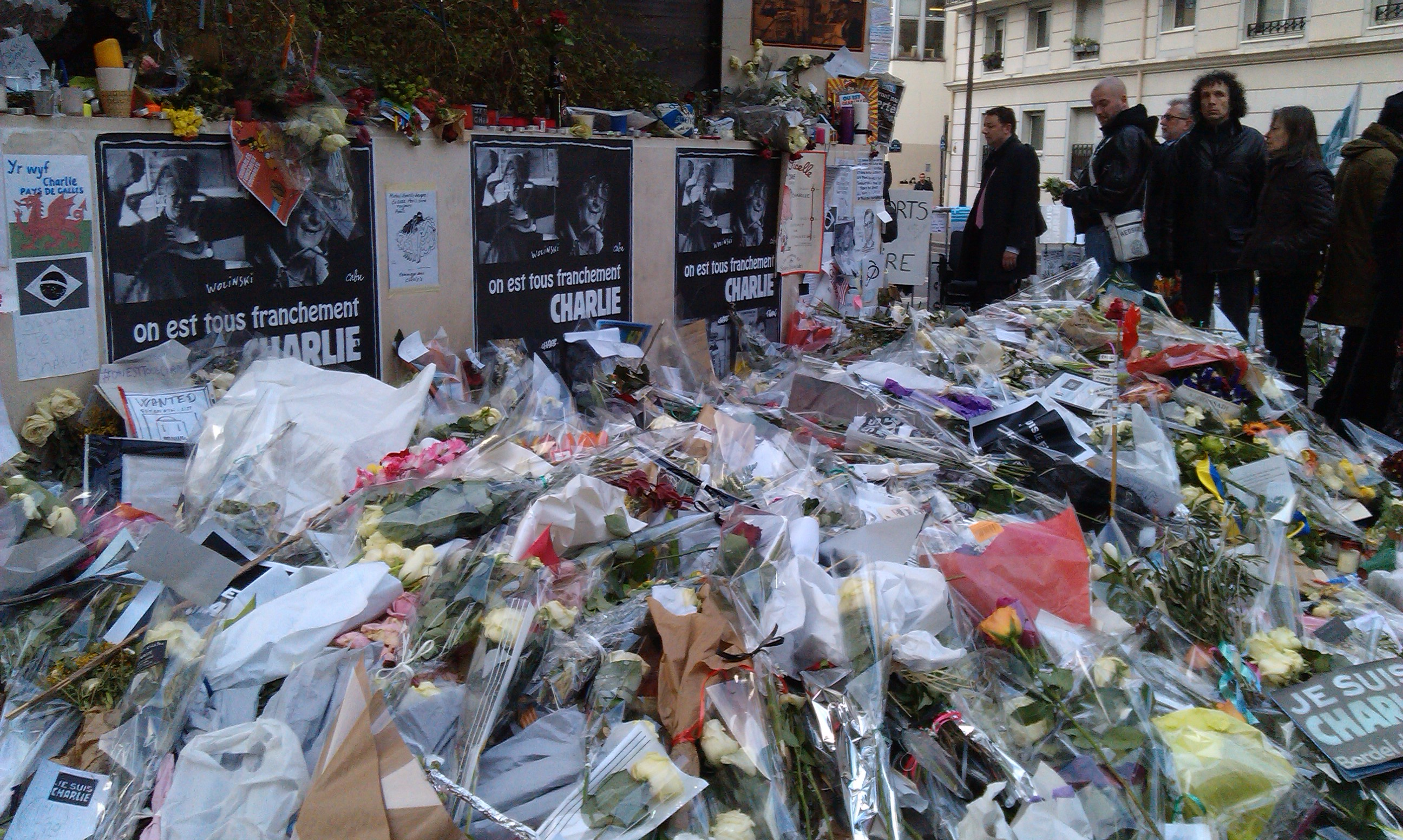
Người dân tới đặt hoa tại Passage Sainte-Anne Popincourt, cạnh trụ sở tòa báo

Tại nhiều thành phố Pháp quần chúng vào buổi chiều và tối sau vụ tấn công đã tham dự các cuộc tuần hành đoàn kết bộc phát, chỉ riêng ở Paris tại Quảng trường République 35.000 người đã tham dự. Tại nhiều thành phố lớn khác ở Âu Châu như ở Brüssel, Wien, Berlin, London, Roma, Mailand, Firenze và Madrid nhiều người đã tụ họp lại.
Đa số những người tham dự không mang theo biểu ngữ, cờ quạt, chỉ có nến và áp phích với hàng chữ Je suis Charlie ("Tôi là Charlie"). Câu này đã được nhân viên tòa soạn đưa lên trang mạng của tờ báo Charlie Hebdo; nhấn vào hàng chữ sẽ được dẫn tới một tập tin pdf với nhiều lời dịch sang các ngôn ngữ khác.
Vào ngày chủ nhật 11 tháng 1, gần 4 triệu người tham gia các cuộc tuần hành khắp nơi tại Pháp, và riêng tại Paris khoảng 1,5 triệu người, được xem là lớn nhất trong lịch sử Pháp, với sự tham gia của nhiều chính khách châu Âu, nhiều người nổi tiếng, nhằm tưởng niệm những người thiệt mạng, ủng hộ quyền tự do ngôn luận, tự do báo chí mà nước Pháp là tác giả, và phản đối chủ nghĩa khủng bố.

## Kẻ tấn công

### Saïd Kouachi và Chérif Kouachi

#### Tiểu sử
Cảnh sát nhanh chóng xác định anh em Saïd Kouachi (phát âm tiếng Pháp: (phát âm tiếng Pháp: [sa.id kua.ʃi]; 7 tháng 9 năm 1980 - 9 tháng 1 năm 2015) và Chérif Kouachi ([ʃe.ʁif]; 29 tháng 11 năm 1982 - 9 tháng 1 năm 2015) là nghi phạm chính Công dân Pháp sinh ra ở Paris với người nhập cư Algeria, hai anh em mồ côi từ nhỏ sau khi tự tử rõ ràng của mẹ mình và được đưa vào một nhà nuôi dưỡng ở Rennes. Sau hai năm, họ được chuyển đến một trại trẻ mồ côi ở Corrèze năm 1994, cùng với một em trai và một chị gái. Hai anh em chuyển đến Paris vào khoảng năm 2000.
Chérif, còn được gọi là Abu Issen, là thành viên của một băng đảng không chính thức đã gặp nhau tại công viên giải trí des des Chates ở Paris để thực hiện các cuộc tập trận theo phong cách quân đội và phái các chiến binh thánh chiến đến chiến đấu cho al-Qaeda ở Iraq sau cuộc xâm lược năm 2003. Chérif bị bắt ở tuổi 22 vào tháng 1 năm 2005 khi anh ta và một người đàn ông khác chuẩn bị rời đi Syria, vào thời điểm đó là cửa ngõ cho các chiến binh thánh chiến muốn chiến đấu với quân đội Hoa Kỳ tại Iraq. Anh đến nhà tù Fleury-Mérogis, nơi anh gặp Amedy Coulibaly. Trong tù, họ tìm thấy một người cố vấn, Djamel Beghal, người đã bị kết án 10 năm tù năm 2001 vì tham gia đánh bom đại sứ quán Mỹ ở Paris. Beghal đã từng là một người thờ phượng thường xuyên tại Nhà thờ Hồi giáo Finsbury Park ở London và là môn đệ của các nhà truyền giáo cực đoan Abu Hamza và Abu Qatada.
Khi ra tù, Chérif Kouachi kết hôn và có một công việc ở một chợ cá ở ngoại ô Paris. Ông trở thành học trò của Farid Benyettou, một nhà truyền giáo Hồi giáo cực đoan tại Nhà thờ Hồi giáo Addawa ở quận 19 của Paris. Kouachi muốn tấn công các mục tiêu Do Thái ở Pháp, nhưng Benyettou nói với anh rằng Pháp, không giống như Iraq, không phải là "vùng đất của thánh chiến".
Vào ngày 28 tháng 3 năm 2008, Chérif bị kết án khủng bố và bị kết án ba năm tù, với 18 tháng tù treo, vì đã tuyển mộ các chiến binh cho nhóm phiến quân Hồi giáo Abu Musab al-Zarqawi ở Iraq. Ông nói sự phẫn nộ về sự tra tấn tù nhân của Quân đội Hoa Kỳ tại Nhà tù Trung tâm Baghdad ở Abu Ghraib đã truyền cảm hứng cho ông để giúp đỡ quân nổi dậy ở Iraq.
Các tài liệu tư pháp của Pháp tuyên bố Amedy Coulibaly và Chérif Kouachi đã đi cùng vợ vào năm 2010 đến miền trung nước Pháp để thăm Djamel Beghal. Trong một cuộc phỏng vấn của cảnh sát vào năm 2010, Coulibaly xác định Chérif là một người bạn anh đã gặp trong tù và nói rằng họ gặp nhau thường xuyên. Vào năm 2010, anh em Kouachi được đặt tên liên quan đến một âm mưu thoát ra khỏi nhà tù của một kẻ Hồi giáo khác, Smaïn Aït Ali Belkacem. Vì thiếu bằng chứng, họ đã không bị truy tố. Belkacem là một trong những người chịu trách nhiệm cho vụ đánh bom Paris Métro và RER năm 1995 khiến 8 người thiệt mạng.
Từ năm 2009 đến 2010, Saïd Kouachi đã đến thăm Yemen bằng visa du học để học tại Học viện Ngôn ngữ Ả Rập. Ở đó, theo một phóng viên người Yemen đã phỏng vấn Saïd, anh đã gặp và kết bạn với Umar Farouk Abdulmutallab, thủ phạm của vụ đánh bom chuyến bay của hãng hàng không Tây Bắc 253 sau năm 2009. Cũng theo phóng viên, hai người đã chia sẻ một căn hộ cho "một hoặc hai tuần".
Năm 2011, Saïd trở lại Yemen trong một vài tháng và được huấn luyện với al-Qaeda tại phiến quân bán đảo Ả Rập. Theo một nguồn tin tình báo cấp cao của Yemen, ông đã gặp nhà truyền giáo al Qaeda Anwar al-Awlaki ở tỉnh Shabwa phía nam. Chérif Kouachi nói với BFM TV rằng anh ta đã được tài trợ bởi một mạng lưới trung thành với Anwar al-Awlaki, người đã bị giết bởi một cuộc tấn công bằng máy bay không người lái vào năm 2011 tại Yemen. Theo các quan chức Mỹ, Mỹ đã cung cấp cho Pháp tình báo vào năm 2011 cho thấy anh em được đào tạo ở Yemen. Chính quyền Pháp theo dõi họ cho đến mùa xuân năm 2014. Trong thời gian dẫn đến vụ tấn công Charlie Hebdo, Saïd sống cùng vợ con trong một căn hộ ở Reims. Hàng xóm mô tả ông là người đơn độc.
Các vũ khí được sử dụng trong vụ tấn công được cung cấp thông qua thế giới ngầm Brussels. Theo báo chí Bỉ, một tên tội phạm đã bán Amedy Coulibaly, súng phóng lựu phóng tên lửa và súng trường Kalashnikov mà anh em Kouachi sử dụng với giá dưới 5.000 euro.
Trong một cuộc phỏng vấn giữa Chérif Kouachi và Igor Sahiri, một trong những nhà báo truyền hình BFM của Pháp, Chérif tuyên bố rằng "Chúng tôi không phải là kẻ giết người. Chúng tôi là người bảo vệ nhà tiên tri, chúng tôi không giết phụ nữ. Chúng tôi không giết ai. Nếu ai đó xúc phạm nhà tiên tri thì không có vấn đề gì, chúng ta có thể giết anh ta. Chúng tôi không giết phụ nữ. Chúng tôi không giống bạn. Bạn là những người giết phụ nữ và trẻ em ở Syria, Iraq và Afghanistan. Đây không phải là chúng tôi. Chúng tôi có một mã danh dự trong Hồi giáo."